# 阳金城
阳金城，广西临桂（今广西桂林）人，是一名清朝政治人物。翰林出身。
阳金城曾于1835年接替善庆任苏松道道员一职，1836年由汪忠增接任。